# Lafitole
Lafitole é uma comuna francesa na região administrativa de Occitânia, no departamento dos Altos Pirenéus. Estende-se por uma área de 8,69 km². Em 2010 a comuna tinha 486 habitantes (densidade: 55,9 hab./km²).